# Acheville
Acheville är en kommun i departementet Pas-de-Calais i regionen Hauts-de-France i norra Frankrike. Kommunen ligger i kantonen Vimy som tillhör arrondissementet Arras. År 2022 hade Acheville 579 invånare.

## Befolkningsutveckling
Antalet invånare i kommunen Acheville
| Referens: INSEE |